# Хэрвуд, Дориан
Дориан Хэрвуд (англ. Dorian Harewood) — американский актёр, ведущий канала NBC Universal (2012). Лауреат премии NAACP Image Award (1994), также был номинирован на премию «Эмми» (1995).

## Биография
Родился в Дэйтоне, штат Огайо, в семье Эмерсона Маколея (1915—1980) и Эстель Оливии Хэрвуд (1924—1991). Окончил Университет Цинциннати в 1971.

## Карьера
Наиболее известная роль — капрал «Эйтболл» в культовой военной драме Стэнли Кубрика «Цельнометаллическая оболочка» 1987 года выпуска. Фильм является экранизацией романа Густава Хэсфорда «Старики» о войне во Вьетнаме.
С 1995 по 1996 озвучивал роль Джакса в мультсериале «Смертельная битва: Защитники Земли», основанном на серии игр Mortal Kombat. В 2015 озвучивал одного из персонажей мультфильма «Зверополис».

## Фильмография
| Год       |    | Русское название                   | Оригинальное название                   | Роль                      |
| --------- | -- | ---------------------------------- | --------------------------------------- | ------------------------- |
| 1981      | ф  | Лукер                              | Looker                                  | Лейтенант Мастерс         |
| 1984      | ф  | Несмотря ни на что                 | Against All Odds                        | Томми                     |
| 1985      | ф  | Агенты Сокол и Снеговик            | The Falcon and the Snowman              | Джин                      |
| 1987      | ф  | Цельнометаллическая оболочка       | Full Metal Jacket                       | Капрал «Лентяй»           |
| 1990      | ф  | Район «Пасифик-Хайтс»              | Pacific Heights                         | Деннис Рид                |
| 1994—1999 | с  | Вайпер                             | Viper                                   | Джулиан Уилкс             |
| 1995      | ф  | Внезапная смерть                   | Sudden Death                            | Агент Мэттью Холлмарк     |
| 1995—1996 | мс | Смертельная битва: Защитники Земли | Mortal Kombat: Defenders of the Realm   | Джакс                     |
| 1997      | ф  | 12 разгневанных мужчин             | 12 Angry Men                            | Пятый, бывший медработник |
| 2001      | ф  | Блеск                              | Glitter                                 | Гай Ричардсон             |
| 2002      | тф | Подстава                           | Framed                                  | Джордж Адамс              |
| 2003      | ф  | Готика                             | Gothika                                 | Тедди Ховард              |
| 2005      | ф  | Нападение на 13-й участок          | Assault on Precinct 13                  | Офицер Гилл               |
| 2008      | с  | Терминатор: Хроники Сары Коннор    | Terminator: The Sarah Connor Chronicles | Доктор Бойд Шерман        |
| 2011      | ф  | Майор Капкейк                      | Mayor Cupcake                           | Альберт Пич               |
| 2015      | мф | Зверополис                         | Zootopia                                | Мистер Выдрингтон         |